# Haplonycteris fischeri
Haplonycteris fischeri is een vleermuis uit het monotypische geslacht Haplonycteris uit de familie van de vleerhonden (Pteropodidae). De soort komt alleen voor op de Filipijnen.

## Beschrijving
Haplonycteris fischeri komt algemeen voor in primair regenwoud, is zeldzaam in secundair bos en komt niet voor in landbouwgebieden. Het dier komt voor op 150 tot 2250 m hoogte en is het meest algemeen op 1200 tot 1500 m hoogte. De populatie op Sibuyan komt voor van zeeniveau tot 1325 m hoogte en is alleen gevonden in primair regenwoud. Doordat de ontwikkeling van het embryo ongeveer acht maanden stilligt na de innesteling, bedraagt de draagtijd 11,5 maanden, de langste van alle vleermuizen. Het karyotype bedraagt 2n=58, FN=66 voor dieren uit Biliran en Leyte. De totale lengte bedraagt 69 tot 78 mm, de achtervoetlengte 12 tot 14 mm, de oorlengte 12 tot 14 mm, de voorarmlengte 46 tot 52 mm en het gewicht 16 tot 21 g (gebaseerd op exemplaren uit het Kitangladgebergte).

## Verspreiding en taxonomie
Het is de enige beschreven soort van het geslacht Haplonycteris. Dit geslacht is gevonden op Biliran, Bohol, Catanduanes, Dinagat, Leyte, Luzon, Marinduque, Mindanao, Mindoro, Negros, Panay en Sibuyan. De soort is ook - waarschijnlijk onterecht - gerapporteerd voor het eiland Palawan.
De populatie op Sibuyan verschilt zowel morfologisch als genetisch van andere populaties en wordt daarom als een (vooralsnog onbeschreven) aparte soort beschouwd, maar ook in de rest van de Filipijnen is er een sterke genetische variatie. Mogelijk bestaan er vijf soorten, steeds in verschillende gebieden: H. fischeri zelf op Mindoro, en onbeschreven soorten op Sibuyan, op Luzon en Catanduanes, op Negros en Panay en op Mindanao, Biliran en Leyte. Ook binnen deze groepen bestaat grote variatie.